# Mai Kaen (huyện)
Mai Kaen (tiếng Thái: ไม้แก่น) là huyện (amphoe) cực đông nam của tỉnh Pattani, phía nam Thái Lan.

## Lịch sử
Tiểu huyện (king amphoe) Mae Kaen được lập ngày 15 tháng 11 năm 1973 thông qua việc chia tách hai tambon Sai Thong và Mai Kaen từ huyện Sai Buri. Ngày 4 tháng 7 năm 1994 đơn vị này đã được nâng cấp thành huyện.

## Địa lý
Các huyện giáp ranh (từ phía nam theo chiều kim đồng hồ) là Mueang Narathiwat và  Bacho của tỉnh Narathiwat và Sai Buri của tỉnh Pattani. Về phía đông là vịnh Thái Lan.

## Hành chính
Huyện này được chia thành 4 phó huyện (tambon), các đơn vị này lại được chia ra thành 17 làng (muban). Không có khu vực thành thị, có 3 Tổ chức hành chính tambon.
| STT | Tên            | Tên tiếng Thái | Số làng | Dân số |  |
| --- | -------------- | -------------- | ------- | ------ |  |
| 1.  | Sai Thong      | ไทรทอง         | 5       | 4.369  |  |
| 2.  | Mai Kaen       | ไม้แก่น          | 4       | 1.822  |  |
| 3.  | Talo Kraithong | ตะโละไกรทอง    | 4       | 2.331  |  |
| 4.  | Don Sai        | ดอนทราย        | 4       | 2.747  |  |